# 1-й гвардейский истребительный авиационный корпус
1-й гвардейский истребительный авиационный Минский корпус (1-й гв. иак) — соединение Военно-Воздушных сил (ВВС) Вооружённых Сил РККА, принимавшее участие в боевых действиях Великой Отечественной войны.

## Наименования корпуса
- 1-й истребительный авиационный корпус;
- 1-й гвардейский истребительный авиационный корпус;
- 1-й гвардейский истребительный авиационный Минский корпус;
- 61-й гвардейский истребительный авиационный Минский корпус;
- Войсковая часть (Полевая почта) 55735.

## Создание корпуса
Корпус сформирован приказом НКО СССР 13 марта 1943 года путём переименования из 1-го истребительного авиационного корпуса

## Преобразование корпуса
1-й гвардейский истребительный авиационный Минский корпус переименован в 61-й гвардейский истребительный авиационный Минский корпус

## В действующей армии
В составе действующей армии:
- с 18 марта 1943 года по 2 апреля 1943 года, всего 16 дней
- с 09 мая 1943 года по 6 октября 1943 года, всего 151 день
- с 28 октября 1943 года по 2 апреля 1944 года, всего 158 дней
- с 10 июня 1944 года по 09 мая 1945 года, всего 334 дня

Итого: 659 дней.

## Командиры корпуса
- Генерал-лейтенант авиации Белецкий Евгений Михайлович[4], период нахождения в должности с 13 марта 1943 года по июль 1945 года
- Генерал-майор авиации Захаров Георгий Нефёдович[4], период нахождения в должности с июля 1945 года по 17 июля 1946 года
- Генерал-майор авиации Сталин Василий Иосифович[4], период нахождения в должности с 18 июля 1946 года по февраль 1947 год
- Генерал-майор авиации Александров Сергей Сергеевич[4], период нахождения в должности с февраля 1947 года по август 1947 год.

## Начальники штаба корпуса
- Гвардии подполковник Годунов
- Гвардии полковник Лобахин Николай Михайлович (с 17 июня 1944 года)

## В составе объединений
| Объединение                                                          | Период                  |
| -------------------------------------------------------------------- | ----------------------- |
| 3-я воздушная армия Калининского фронта                              | 18.03.1943 — 02.04.1943 |
| Авиация Резерва Верховного Главного Командования                     | 02.04.1943 — 09.05.1943 |
| 15-я воздушная армия Брянского фронта                                | 09.05.1943 — 06.10.1943 |
| Авиация Резерва Верховного Главного Командования                     | 06.10.1943 — 28.10.1943 |
| 15-я воздушная армия 2-го Прибалтийского фронта                      | 28.10.1943 — 24.11.1943 |
| 3-я воздушная армия 1-го Прибалтийского фронта                       | 24.11.1943 — 02.04.1944 |
| Авиация Резерва Верховного Главного Командования                     | 02.04.1944 — 10.06.1944 |
| 1-я воздушная армия 3-го Белорусского фронта                         | 10.06.1944 — 16.07.1944 |
| 3-я воздушная армия 1-го Прибалтийского фронта                       | 16.07.1944 — 01.02.1945 |
| 15-я воздушная армия 2-го Прибалтийского фронта                      | 01.02.1945 — 01.04.1945 |
| 16-я воздушная армия 1-го Белорусского фронта                        | 01.04.1945 — 10.06.1945 |
| 16-я воздушная армия Группа советских оккупационных войск в Германии | 10.06.1945 — 10.01.1949 |

## Соединения, части и отдельные подразделения корпуса

### Боевой состав на 13 марта 1943 года
- 3-я гвардейская истребительная авиационная дивизия[5][6][7]
  - 32-й гвардейский истребительный авиационный полк
  - 63-й гвардейский истребительный авиационный полк
  - 137-й гвардейский истребительный авиационный полк
- 4-я гвардейская истребительная авиационная дивизия[5][6][7]
  - 64-й гвардейский истребительный авиационный полк
  - 65-й гвардейский истребительный авиационный полк
  - 66-й гвардейский истребительный авиационный полк
- 1-я отдельная гвардейская авиационная эскадрилья связи[3]
- 2-я отдельная гвардейская рота связи[3]
- 1558-я военно-почтовая станция[3]

### Боевой состав на 09 мая 1945 года
- 3-я гвардейская истребительная авиационная дивизия (28 сентября 1948 года вошла в состав 32-го истребительного авиационного корпуса ПВО 19-й воздушной истребительной армии ПВО в полном составе)[5][6][7]
  - 32-й гвардейский истребительный авиационный полк
  - 63-й гвардейский истребительный авиационный полк
  - 137-й гвардейский истребительный авиационный полк
  - 263-й истребительный авиационный полк (расформирован 22 марта 1947 года)
- 4-я гвардейская истребительная авиационная дивизия[5][6][7]
  - 64-й гвардейский истребительный авиационный полк
  - 65-й гвардейский истребительный авиационный полк
  - 66-й гвардейский истребительный авиационный полк
- 1-я отдельная гвардейская авиационная эскадрилья связи[3]
- 2-я отдельная гвардейская рота связи[3]
- 1558-я военно-почтовая станция[3]

### Боевой состав 61-го гвардейского истребительного авиационного Минского корпуса на 10 января 1949 года
- 170-я гвардейская истребительная авиационная дивизия (4-я гвардейская истребительная авиационная дивизия)
  - 705-й гвардейский истребительный авиационный полк (64-й гвардейский истребительный авиационный полк)
  - 741-й гвардейский истребительный авиационный полк (65-й гвардейский истребительный авиационный полк)
  - 841-й гвардейский истребительный авиационный полк (66-й гвардейский истребительный авиационный полк)
- 119-я истребительная авиационная дивизия (240-я истребительная авиационная дивизия)
  - 86-й гвардейский истребительный авиационный полк (744-й истребительный авиационный полк)
  - 133-й гвардейский истребительный авиационный полк (42-й истребительный авиационный полк)
  - 900-й истребительный авиационный полк
  - 157-й истребительный авиационный полк (с декабря 1945 года ввиду расформирования 234-й истребительной авиационной дивизии)
- 131-я истребительная авиационная дивизия (269-я истребительная авиационная дивизия)
  - 916-й гвардейский истребительный авиационный полк (42-й гвардейский истребительный авиационный полк)
  - 813-й истребительный авиационный полк (с декабря 1945 года ввиду расформирования 215-й истребительной авиационной дивизии, расформирован в апреле 1947 года)
  - 168-й истребительный авиационный полк
  - 287-й истребительный авиационный полк (расформирован в 1960 году)
  - 916-й истребительный авиационный полк (расформирован в 1960 году)

## Участие в операциях и битвах
- Курская битва:
  - Орловская операция «Кутузов» — с 12 июля 1943 года по 18 августа 1943 года.
- Брянская операция — с 17 августа 1943 года по 3 октября 1943 года.
- Городокская операция — с 13 декабря 1943 года по 31 декабря 1943 года.
- Белорусская наступательная операция «Багратион»:
  - Витебско-Оршанская операция — с 23 июня 1944 года по 28 июня 1944 года.
  - Минская операция — с 29 июня 1944 года по 4 июля 1944 года.
  - Шяуляйская операция — с 5 июля 1944 года по 31 июля 1944 года.
- Прибалтийская операция:
  - Рижская операция — с 14 сентября 1944 года по 22 октября 1944 года.
  - Мемельская операция — с 5 октября 1944 года по 22 октября 1944 года.
- Восточно-Прусская операция — с 13 января 1945 года по 25 апреля 1945 года.
- Берлинская стратегическая наступательная операция — с 16 апреля 1945 года по 8 мая 1945 года.

## Статистика выполненных боевых задач

### Боевые вылеты
Всего за период Великой Отечественной войны лётчики корпуса произвели 32 438 боевых вылетов, из них
| на прикрытие войск | на сопровождение | на воздушную разведку | на блокирование и штурмовку аэродромов противника |
| ------------------ | ---------------- | --------------------- | ------------------------------------------------- |
| 18 144             | 8179             | 2315                  | 1018                                              |

### Воздушные бои
| всего воздушных боев | уничтожено самолётов противника | из них воздушным тараном |
| -------------------- | ------------------------------- | ------------------------ |
| 1339                 | 1789                            | 8                        |

## Переименование в гвардейские части
- 160-й истребительный авиационный полк переименован в 137-й гвардейский истребительный авиационный полк[8]

## Награды
- 3-я гвардейская Брянская Краснознамённая истребительная авиационная дивизия Указом Президиума Верховного Совета СССР от 31 октября 1944 года награждена орденом «Суворова II степени»
- 3-я гвардейская Брянская истребительная авиационная дивизия Указом Президиума Верховного Совета СССР награждена орденом «Боевого Красного Знамени»
- 4-я гвардейская Оршанская Краснознамённая истребительная авиационная дивизия Указом Президиума Верховного Совета СССР от 31 октября 1944 года награждена орденом «Суворова II степени»
- 4-я гвардейская истребительная авиационная дивизия Указом Президиума Верховного Совета СССР награждена орденом «Боевого Красного Знамени»
- 32-й гвардейский истребительный авиационный Указом Президиума Верховного Совета СССР от 2 сентября 1943 года полк награждён орденом «Ленина»
- 32-й гвардейский Виленский ордена Ленина истребительный авиационный полк Указом Президиума Верховного Совета СССР от 22 октября 1944 года награждён орденом «Кутузова III степени»
- 63-й гвардейский Виленский истребительный авиационный полк Указом Президиума Верховного Совета СССР от 22 октября 1944 года награждён орденом «Кутузова III степени»
- 64-й гвардейский истребительный авиационный полк Указом Президиума Верховного Совета СССР от 23 октября 1943 года награждён орденом «Боевого Красного Знамени»
- 64-й гвардейский Оршанский Краснознамённый истребительный авиационный полк Указом Президиума Верховного Совета СССР от 26 мая 1945 года награждён орденом «Александра Невского»
- 65-й гвардейский истребительный авиационный полк Указом Президиума Верховного Совета СССР от 2 сентября 1943 года награждён орденом «Боевого Красного Знамени»
- 65-й гвардейский Оршанский Краснознамённый истребительный авиационный полк Указом Президиума Верховного Совета СССР от 22 октября 1944 года награждён орденом «Суворова III степени»
- 66-й гвардейский истребительный авиационный полк Указом Президиума Верховного Совета СССР от 10 июля 1944 года награждён орденом «Боевого Красного Знамени»
- 66-й гвардейский Виленский Краснознамённый истребительный авиационный полк Указом Президиума Верховного Совета СССР от 31 октября 1944 года награждён орденом «Суворова III степени»
- 137-й гвардейский истребительный авиационный полк Указом Президиума Верховного Совета СССР от 10 июля 1944 года награждён орденом «Боевого Красного Знамени»
- 137-й гвардейский Минский Краснознамённый истребительный авиационный полк Указом Президиума Верховного Совета СССР от 31 октября 1944 года награждён орденом «Суворова III степени»

## Почётные наименования
- 1-му гвардейскому истребительному авиационному корпусу присвоено почётное наименование «Минский»[9]
- 3-й гвардейской истребительной авиационной дивизии присвоено почётное наименование «Брянская»[10]
- 4-й гвардейской истребительной авиационной дивизии присвоено почётное наименование «Оршанская»[11]
- 32-му гвардейскому ордена Ленина истребительному авиационному полку присвоено почётное наименование «Виленский»[12]
- 63-му гвардейскому истребительному авиационному полку присвоено почётное наименование «Виленский»[12]
- 64-му гвардейскому Краснознамённому истребительному авиационному полку присвоено почётное наименование «Оршанский»[11]
- 65-му гвардейскому Краснознамённому истребительному авиационному полку присвоено почётное наименование «Оршанский»[11]
- 66-му гвардейскому Краснознамённому истребительному авиационному полку присвоено почётное наименование «Виленский»[12]
- 137-му гвардейскому Краснознамённому истребительному авиационному полку присвоено почётное наименование «Минский»[9]

## Благодарности Верховного Главнокомандующего
- За отличие в боях при овладении городом и оперативно важным железнодорожным узлом Орша — мощным бастионом обороны немцев, прикрывающим минское направление[13].
- За отличие в боях при форсировании реки Березина на фронте 110 километров и при овладении штурмом городом и крупным узлом коммуникаций Борисов — важным опорным пунктом обороны немцев, прикрывающим подступы к Минску[14].
- За отличие в боях при овладении столицей Советской Белоруссии городом Минск — важнейшим стратегическим узлом обороны немцев на западном направлении[15].
- За отличие в боях при овладении городом Лида[16].
- За отличие в боях при овладении городом Вильнюс и освобождении столицы Литовской Советской Республики от фашистских захватчиков[17].
- За отличие в боях при овладении городом и крепостью Гродно — крупным железнодорожным узлом и важным укреплённым районом обороны немцев, прикрывающим подступы к границам Восточной Пруссии[18].
- За отличие в боях при овладении городом Шяуляй (Шавли) — крупным узлом коммуникаций, связывающих Прибалтику с Восточной Пруссией[19].
- За прорыв глубоко эшелонированной обороны противника юго-восточнее города Рига, овладении важными опорными пунктами обороны немцев — Бауска, Иецава, Вецмуйжа и на реке Западная Двина — Яунелгава и Текава, а также занятии более 2000 других населённых пунктов[20].
- За прорыв обороны противника северо-западнее и юго-западнее города Шяуляй (Шавли) и овладении важными опорными пунктами обороны немцев Телыпай, Плунгяны, Мажейкяй, Тришкяй, Тиркшляй, Седа, Ворни, Кельмы, а также овладении более 2000 других населённых пунктов[21].
- За отличие в боях при овладении городами Франкфурт-на-Одере, Вандлитц, Ораниенбург, Биркенвердер, Геннигсдорф, Панков, Фридрихсфелъде, Карлсхорст, Кепеник и вступление в столицу Германии город Берлин[22].
- За отличие в боях при разгроме берлинской группы немецких войск и овладением столицы Германии городом Берлин — центром немецкого империализма и очагом немецкой агрессии[23].

## Книги по истории корпуса
- Костенко Филипп Алексеевич. Корпус крылатой гвардии. — М.: Воениздат, 1974. — 269 с. — 50 000 экз.